# Ådalstjärnen
Ådalstjärnen är en sjö i Åre kommun i Jämtland och ingår i Indalsälvens huvudavrinningsområde. Sjön har en area på 0,0525 kvadratkilometer och ligger 733,4 meter över havet. Sjön avvattnas av vattendraget Väster-Lillån.

## Delavrinningsområde
Ådalstjärnen ingår i det delavrinningsområde (704159-133027) som SMHI kallar för Ovan 704464-133159. Medelhöjden är 730 meter över havet och ytan är 11,96 kvadratkilometer. Det finns inga avrinningsområden uppströms utan avrinningsområdet är högsta punkten. Väster-Lillån som avvattnar avrinningsområdet har biflödesordning 4, vilket innebär att vattnet flödar genom totalt 4 vattendrag innan det når havet efter 359 kilometer. Avrinningsområdet består mestadels av skog (57 procent) och kalfjäll (36 procent). Avrinningsområdet har 0,05 kvadratkilometer vattenytor vilket ger det en sjöprocent på 0,4 procent.